# Harry Blanchard
Pour les articles homonymes, voir Blanchard.
Harry Blanchard est un pilote automobile américain, né le 13 juin 1929 à Burlington (Vermont, États-Unis), et décédé accidentellement le 31 janvier 1960 à Buenos Aires. Il courut surtout en endurance sur le continent américain, et c'est à l'occasion des 1 000 kilomètres de Buenos Aires qu'il fut mortellement blessé, perdant le contrôle de sa Porsche dans le premier tour de l'épreuve, la voiture s'étant retournée sur lui. Le mois précédent, il avait disputé le Grand Prix des États-Unis sur une Porsche de formule 2, son unique apparition en championnat du monde des conducteurs.